# Крајпуташ Павлу Ж. Лазићу у Сврачковцима
 Крајпуташ Павлу Ж. Лазићу у Сврачковцима  (Oпштина Горњи Милановац) налази се на скретању за Сврачковце са Ибарске магистрале. Крајпуташ је подигнут у спомен Павлу Ж. Лазићу из Грабовице који је као наредник Војске Краљевине Србије изгубио живот у Другом балканском рату 1913. године.

## Опис споменика
Крајпуташ припада репрезентативном типу – смештен је на уочљивом месту, великих је димензија и богато украшен.
Исклесан је од црвенкастог грабовичког камена. Висина стуба износи 185 cm, а ширина страница 50 и 23 cm. Стуб се завршава „обрнутом” капом димензија 13х69х43 cm. Споменик је добро очуван, осим што је покривка стуба пукла по средини. Остаци првобитне полихромије уништени су накнадним премазивањем црном и белом бојом.
На страни окренутој ка Руднику приказан је војник у ставу мирно, руку прислоњених уз тело, са официрском сабљом и медаљом на грудима. Униформа је приказана плошно, без детаља. Истичу се лепо профилисана шајкача и наборане чизме. Око главе, у форми ореола, уписано је име покојника: + ПАВЛЕ Ж. ЛАЗИЋ НАРЕД.
По концепцији споменика, његовим димензијама, врсти камена, употреби декоративних симбола и идентичним стилским особеностима, евидентно је да је овај споменик рад истог мајстора који је исклесао Крајпуташ Чедомиру Тодоровићу у Грабовици.
Споменик је богато украшен. Текст је са обе стране оивичен цветним орнаментом који „израста“ из саксије у дну стуба. Изнад епитафа је крст у облику розете оивичене венцем од стилизованих цветова. У врху стуба су лепезасти урези који симболизују крила анђела. На западној бочној страни приказан је чест споменички мотив - стилизована цветна лозица која израста из саксије. На супротној страни, испод текста, уклесано је неколико предмета у имагинарном ентеријеру који асоцирају на покојника: рам на зиду, столица на којој нико не седи и сто на коме се налазе чирак са свећом и мастионица са пером.
До 2017. године споменик је био у првобитном стању, када је нестручно „рестаурисан” од стране потомка из фамилије Лазовић. Сви урези и слова испуњени су црном, а поједина поља наглашена белом бојом, што никако није у складу са првобитном полихромијом споменика. 

## Епитаф
Слова су лепо обликована и читка. Осим имена покојника наглашеног величином, текст је клесан великим словима. Приметна су и нека одступања у виду латиничног писања слова И као и употреба руског слова Я. Текст је композиционо лепо уобличен, са неколико лучно клесаних редова:
ОВАЈ
СПОМЕН ПОКА
ЗУЕ ХРАБРОГ И
ВИТЕШКОГ СР
БИНА г
ПАВЛА
Ж ЛАЗИЋА
ИЗ СВРАЧКОВ
НАРЕДНИК I ЧЕТЕ
ТЕ III БАТАЉ
X ОГ
ПУКА II ПОЗ
НАРОДН ВОЈС
ПОЖИВИ 37 Г.+
ОСВЕТИ КОС
ОВО МАКЕД
ОНИЈУ АЛБАНИ
ЈУ И ЯДРАНСКО
ПРИСТА
НИШТЕ А ПО
ГИБЕ БОРЕЋИ
СЕ СА БУГАР
ИМА НА БУКО
Текст се наставља на десној бочној страни:
ВОЈ ГЛА
VI 23 ЈУ
НА 1913. Г
БОГ ДА
МУ ДУШУ
ПРОСТИ
СПОМ
ЕН МУ ПО
ДИЖУ
ОТАЦ ЖИ
ВОИН БР
АТ ФИЛ
ИП И СИН
РАДИША
1914. Г